# Mercedes Alaya Rodríguez
Mercedes Carmen Alaya Rodríguez (20 de juny de 1963, Écija, Sevilla) és una jutgessa espanyola, llicenciada en Dret per la Universitat de Sevilla. Des d'allà, i com a titular del Jutjat d'Instrucció número 6 des de 1998, dirigeix la recerca de dos casos considerats de grans repercussions mediàtiques al seu país: el de la venda de l'equip de futbol Reial Betis Balompié i el de l'anomenat "Cas ERE". També instrueix el Cas Mercasevilla, que va originar l'escàndol dels ERE.
Alaya Rodríguez va començar a tenir major atenció mediàtica quan va iniciar la instrucció del cas ERE, encara que en 1990 ja havia tingut la seva primera aparició en els mitjans a causa d'un altre procés judicial. Pel seu acompliment professional l'han anomenat la dama de ferro de la justícia espanyola. L'han descrit amb adjectius com a distant, imparable i perseverant o discreta, treballadora i intel·ligent, mentre que pel seu caràcter i pel seu aspecte físic l'han considerat com a enigmàtica i elegant.
Per l'atenció mediàtica i per l'abast polític dels casos que instrueix, tant el seu treball com la seva aparença física han estat objectes d'esment i de crítica mediàtica i política. La seva aparença física i vestimenta van ser objecte d'un article en un diari digital al març de 2013, el qual va ser criticat pel seu enfocament masclista i degradant.
Pel seu estil de treball i la seva estètica ha estat nomenada "jutge estrella" en els mitjans. La seva popularitat mediàtica va començar amb el cas Betis i en el seu suport s'ha format un club de fans a les xarxes socials en línia. Aquestes demostracions de popularitat, no obstant això, no li agraden i, fins i tot, "li horroritzen".

## Trajectòria
Alaya Rodríguez es va llicenciar en Dret als 23 anys; dos anys després, als 25, i després d'aprovar les oposicions a la judicatura, va començar la seva carrera judicial en el Jutjat de Primera Instància número 2 de Carmona, a Sevilla, a la fi de 1988, on va romandre per un període de dos anys.
Al 1990 va canviar la seva residència a Fuengirola, a Màlaga, on va instruir en el Jutjat de Primera Instància número 4 i on va tenir el seu primer cas de repercussió mediàtica, després d'haver processat a l'alcalde local per presumpta malversació de fons públics.
Dos anys després, el 1992, va retornar a Sevilla com a titular del Jutjat de Primera Instància número 20 i, sis anys més tard, el 1998, li va ser assignada la titularitat del Jutjat d'Instrucció número 6 de la capital sevillana, la qual continua ocupant durant quinze anys.

## Els casos d'instrucció
Els següents són resums dels casos judicials que han tingut major repercussió mediàtica o política en la trajectòria d'Alaya Rodríguez:

### Cas Betis
L'anomenat Cas Betis o Cas Lopera va començar la seva instrucció en 2008, quan Alaya Rodríguez va rebre una denúncia per part de la Fiscalia de Sevilla sobre un desfalc en les finances de l'equip de futbol Reial Betis Balompié. La recerca s'ha centrat en dos vessants, la gestió del president del Club i la venda de l'equip, la qual va aturar el 2010. En aquest vessant de la recerca, un dels imputats havia sol·licitat una recusació perquè la jutgessa fos separada del cas, encara que la seva petició va ser rebutjada per l'Audiència Provincial de Sevilla.
El març de 2013 aquesta recerca era considerada una de les dues més avançades dels casos principals que Alaya Rodríguez instrueix i el tancament de la seva instrucció es considerava proper.
Aquest cas és considerat com el que va iniciar la seva popularitat mediàtica en 2010, quan va retirar de la presidència del Betis a Manuel Ruiz de Lopera, qui havia ocupat el càrrec al voltant de 18 anys.

### Cas ERE
L'anomenat Cas ERE és una recerca entorn d'una presumpta xarxa de corrupció política vinculada a la Junta d'Andalusia per presumptes irregularitats amb els anomenats expedients de regulació d'ocupació (ERE) al llarg d'una dècada i amb un fons d'ajuda econòmica a empreses en crisis. Aquesta recerca es va originar a partir d'una altra recerca relacionada a l'empresa Mercasevilla, (veure apartat corresponent), en la qual es van detectar prejubilacions aparentment fraudulentes, dutes a terme des de 2001.
Per aquest cas, el desenvolupament del qual té implicacions polítiques majors, Alaya Rodríguez va començar a rebre major atenció mediàtica i tant el seu acompliment laboral com la seva vida privada han estat escrutades amb major detall.

### Cas Mercasevilla
Aquest cas és el que va donar origen al cas ERE i s'instrueix en dues parts, les quals són considerades casos separats. La instrucció de la primera d'elles va iniciar amb la denúncia presentada per la Fiscalia de Sevilla en el Jutjat dirigit per Alaya Rodríguez per un suposat cas d'extorsió per part de dos directius de la companyia pública sevillana Mercasevilla a dos empresaris hostelers en 2009, els quals desitjaven instal·lar una escola d'hostaleria en terrenys de la seva propietat.
En aquest apartat del cas s'inclou la investigació per la venda de terrenys de la mateixa empresa, la qual va ser presumptament duta a terme de manera fraudulenta i la qual també era considerada propera a concloure al març de 2013, juntament amb el cas Betis.
La segona part del cas, derivada de la primera i també amb repercussions polítiques des del seu inici, investiga un suposat delicte de naturalesa fiscal que hauria tingut lloc durant administracions anteriors de la companyia. El suposat delicte havia estat descobert per una auditoria realitzada en 2008 a l'empresa i amb la qual es van descobrir despeses sense justificar i una pèrdua comptable d'1,5 milions d'euros.
El 2010, una de les defenses del cas va presentar una recusació perquè Alaya fos apartada de la recerca, a causa que el seu cònjuge havia estat auditor de la mateixa. El recurs, no obstant això, va ser desestimat per l'Audiència Provincial de Sevilla. Dos anys més tard, al juliol de 2012, un dels indiciats en la recerca va presentar una nova recusació, la qual va suposar la segona del cas i la tercera dels casos destacats de Alaya Rodríguez; no obstant això, el recurs també va ser rebutjat per la mateixa Audiència Provincial.

## Crítiques al seu treball en el cas ERE
El juny de 2012, el Partit Socialista Obrer Español (PSOE) va criticar les coincidències que veia en les decisions de Alaya en relació amb dates considerades importants per a la vida política d'Andalusia. A la fi de 2011, el llavors vicepresident segon del Govern i candidat del PSOE al Congrés per la província de Cadis, Manuel Chaves, la va criticar per la mateixa raó.
El setembre de 2012 va haver de retirar-se de la instrucció en el seu jutjat a causa d'una neuràlgia del trigemin. La seva absència, originalment calculada en un parell de setmanes, es va perllongar sis mesos. Durant la seva absència va ser substituïda inicialment pel magistrat Iván Escalera. No obstant això, aquest va deixar el jutjat al desembre del mateix any i la jutgessa Ana Rosa Curra Rojo va ser designada com a nova substituta de Alaya. Curra Rojo va començar la instrucció en el Jutjat d'Instrucció número 6 el gener de 2013; emperò, no fou fins a febrer del mateix any quan el Tribunal Superior de Justícia d'Andalusia (TSJA) li va assignar la instrucció del cas ERE i va nomenar un auxiliar més per al mateix jutjat, al jutge Rogelio Reyes, qui es va fer càrrec del cas Lopera.
A finalitats de febrer del mateix any, Alaya va prorrogar la seva baixa mèdica dues setmanes més; amb aquesta pròrroga, el temps de baixa acumulat total va superar els sis mesos, temps després del qual el Consell General del Poder Judicial (CGPJ) pot prendre part en el cas i pot gestionar la jubilació de la jutgessa per incapacitat permanent.
No obstant això, Alaya Rodríguez va tornar al jutjat en la primera setmana de març de 2013 i la seva tornada va generar frecs i diferències d'opinió amb els jutges substituts que havien estat nomenats pel TSJA, ja que havia manifestat la seva intenció de continuar instruint els quatre casos principals del seu Jutjat amb solament un auxiliar, sense distribuir-los entre altres jutges. El mateix mes, el TSJA va reconèixer la titularitat d’Alaya al capdavant del jutjat i va decidir mantenir el jutge Rogelio Reyes com el seu auxiliar per un període de sis mesos.
Al mes de març de 2012, Susana Díaz Pacheco, llavors Secretària d'Organització del PSOE d'Andalusia, va esmentar que calia "deixar que la justícia actuï i ho faci amb celeritat". No obstant, un any més tard, al maig de 2013, ja com a Consellera de Presidència i Igualtat de la Junta d'Andalusia, Díaz Pacheco li va reclamar diligència en el procés.
A principis del mateix mes de maig, el Conseller de Justícia i Interior de la Junta d'Andalusia, Emilio de Llera, va criticar que Alaya Rodríguez no hagués imputat, fins a aquesta data, a un dels implicats en el cas i en aquest moment membre del parlament, amb la qual cosa va suggerir que la jutge no ho feia per mantenir el cas, ja que, de procedir amb la imputació, la recerca seria instruïda pel Tribunal Suprem.
En els mitjans s'ha esmentat que Alaya Rodríguez i la Junta d'Andalusia han mantingut un enfrontament constant durant gairebé la totalitat de la instrucció d'aquest cas. D'igual forma, s'ha considerat que la jutgessa ha estat objecte d'atacs polítics amb la finalitat de desacreditar el seu treball i, així, retirar-la del cas ERE.

## Atenció mediàtica i crítica de gènere
Pels abastos polítics del cas ERE, Alaya Rodríguez ha estat objecte d'atenció mediàtica des que iniciés la seva instrucció, la qual cosa ha portat al fet que punt el seu treball com la seva aparença personal siguin objecte d'esment constant en els mitjans o d'atenció per part d'altres àrees de la societat, com va ser el cas de l'escriptor Antonio Soler, qui va descriure a Alaya Rodríguez com "la jutgessa de porcellana" per la seva aparença estètica.
Al maig de 2012, Rosario Soto, en aquest temps portaveu regional del Partit Popular, va acusar al Conseller de Justícia i Interior de la Junta d'Andalusia, Emilio de Llera, de faltar el respecte a les dones en fer declaracions sobre l'aspecte físic de Alaya Rodríguez davant els mitjans quan feia comentaris sobre el cas ERE i dir desconèixer "d'on treu temps per a estudiar i tirar endavant no només aquest procés sinó uns altres més complicats i damunt segueix maca". Les lloances al treball de la jutgessa fetes en el comentari del conseller van ser vistes com una crítica irònica a la seva competència laboral. Aquesta va ser la segona ocasió que el conseller Llera feia comentaris crítics sobre el treball de la jutgessa; les seves primeres crítiques havien estat reclamades per l'associació Fòrum Judicial Independent.
El març de 2013, l'escriptora Beatriz Miranda va publicar un article en el qual analitzava la vestimenta i l'aparença física de Alaya Rodríguez. L'article, titulat "Maciza con mazo", va ser criticat i qualificat com a degradant per la sociòloga Soledad Murillo i com a masclista per María del Carmen Herrera, professora de Psicologia Social de la Universitat de Granada. Per a Herrera, l'article va representar una forma de castigar l'èxit d'Alaya Rodríguez a través de la reïficació. "El pitjor de tot, és que l'article el signa una altra dona". L'article, en el qual l'autora demanava no ser qualificada com a masclista "per simplement celebrar la bellesa i el bon gust d'aquesta sevillana zero senyoreta que assota la corrupció andalusa", era el segon en el qual feia comentaris sobre l'aparença física de la jutge.

## Vida privada
Alaya Rodríguez és la menor de tres germanes i està casada amb l'auditor Jorge Castro García; té quatre fills, el primer d'ells el va tenir quan tenia 20 anys i encara estudiava a la Universitat de Sevilla. És considerada com una persona discreta amb la seva vida privada, particularment des que va començar la instrucció del cas ERE, ja que considera que la seva vida privada és escrutada al detall.

Durant el procés de recusació en el cas Mercasevilla, Alaya Rodríguez va declarar, com a part de les seves al·legacions en contra: 
| « | Em genera pudor parlar de la meva vida privada, situació en què crec que pocs jutges s'han vist... La intimitat familiar la dedico a altres temes diferents al treball. No parlem del treball encara que pogui semblar estrany, prácticament mai ho hem fet, doncs la parcel·la personal es necesari mantenir-la… ¿Pensa que en acabar el meu marit i jo respectives jornades a les deu de la nit, tenim el més mínim interès en resoldre qüestions d'índole jurídica i econòmica? | » |